# Ar 95 (航空機)
アラド Ar 95
- 用途：偵察機
- 製造者：アラド
- 運用者：チリ空軍、ドイツ海軍
- 初飛行：1936年

アラド Ar 95（Arado Ar 95）は、1930年代遅くにドイツのアラド社で設計、製造された単発、複葉の偵察、哨戒機である。チリとトルコから発注されたが、第二次世界大戦の開始と共に数機がドイツ海軍（Kriegsmarine）に引き渡された。

## 開発

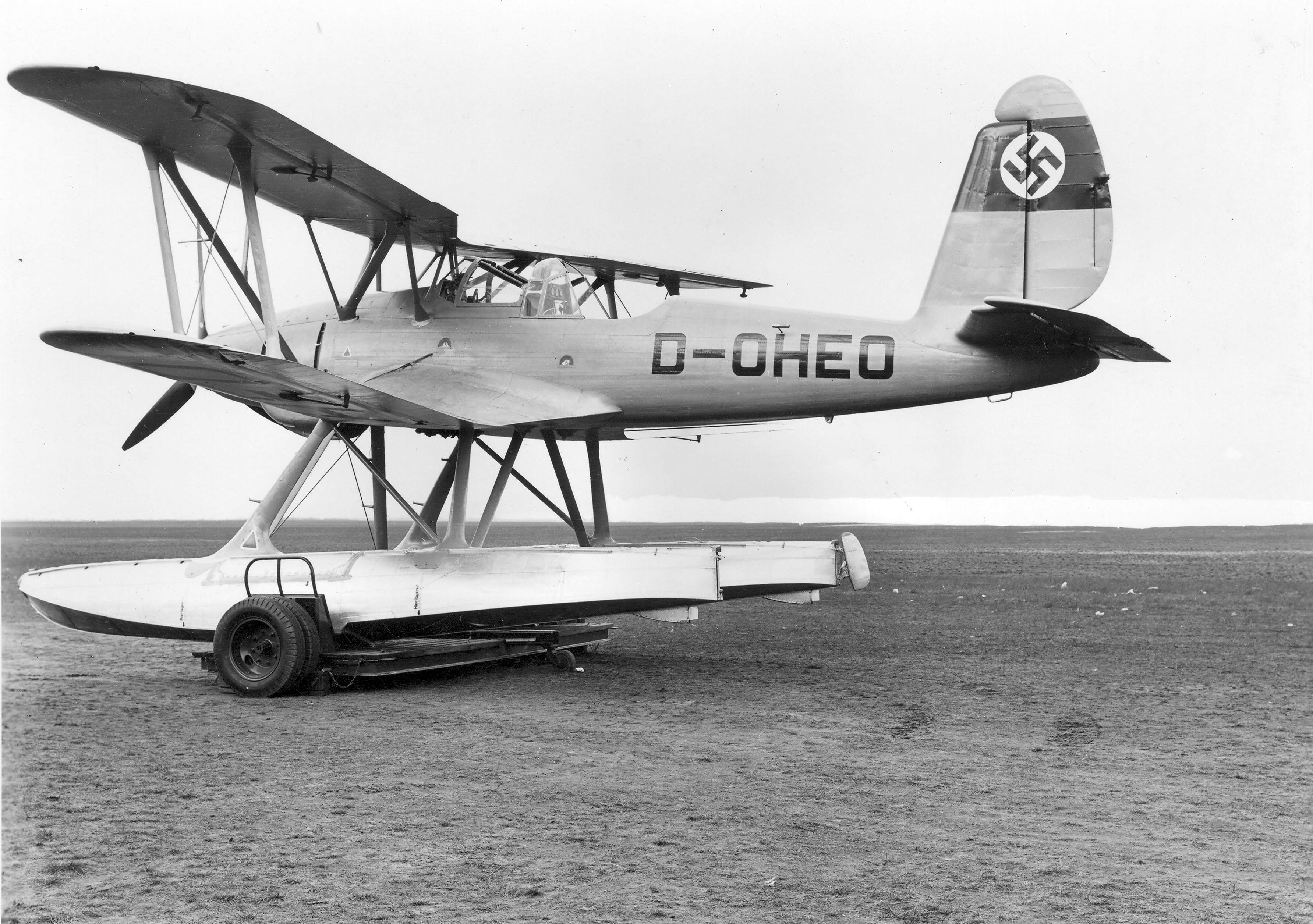
ユンカース ユモ 210エンジンを搭載したアラド Ar 95の試作機

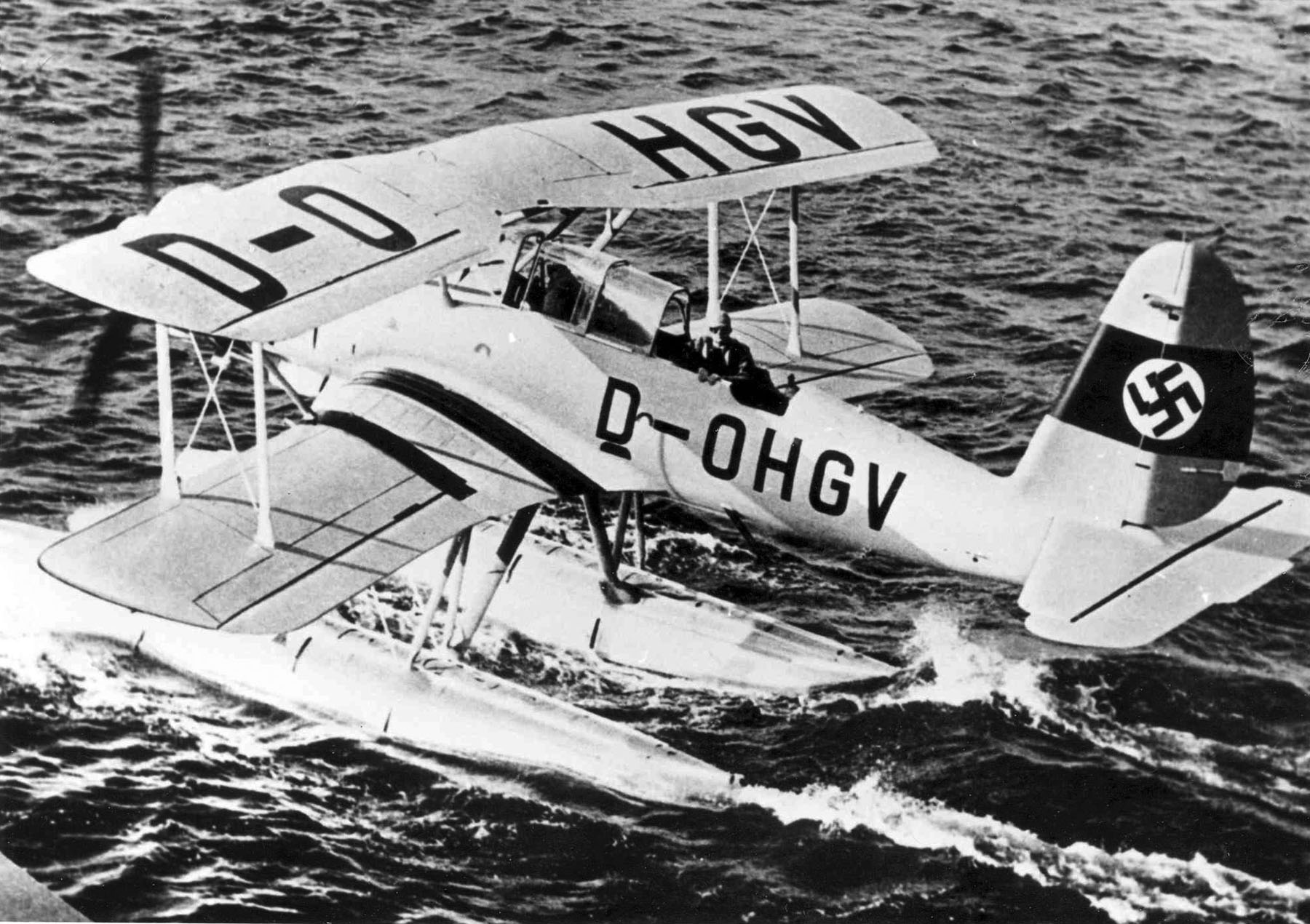
Arado Ar 95

アラド Ar 95は1935年に沿岸哨戒、偵察、小規模攻撃用の複座水上機として設計された。BMW 132 星型エンジンを搭載した全金属製複葉機の試作初号機は1936年に初飛行を行い、その一方で試作2号機は液冷エンジンのユンカース ユモ 210を搭載していた。この2機の試作機は類似のフォッケウルフ Fw 62との評価試験にかけられた。BMWエンジン搭載の方は更なる研究の価値ありと認められ、更なる評価のためにスペイン内戦に参加したコンドル軍団に6機が配備された。
アラド Ar 95は、ドイツの航空母艦 グラーフ・ツェッペリンから運用されることを意図した雷撃機であるAr 195の試作機の基礎となった。

## 運用の歴史
Ar 95はドイツ軍からの発注が無く、そこで輸出用としてフロート付のAr 95Wとフェアリングで覆われた固定式の降着装置付のAr 95Lの2型式が販売された。6機のAr 95Lがチリ空軍から発注され、第二次世界大戦に先立って納入された。トルコはAr 95Wを発注したが、戦争の勃発によりこれらの機体はドイツに取り上げられた。
徴発されたAr 95はドイツ空軍からAr 95Aの名称を与えられ、練習機やバルト海での沿岸偵察、1941年にはラトビアとエストニアの沿岸での運用、そしてフィンランド湾で使用された。これらの機体は1944年まで運用された。

## 運用
チリ
- チリ空軍

 ドイツ国
- ドイツ空軍

## 要目
(Arado 95A-1)
- 乗員：2名
- 全長：11.10 m (36 ft 5 in)
- 全幅：12.50 m (41 ft 0 in)
- 全高：3.60 m (11 ft 93⁄4 in)
- 翼面積：45.4 m2 (488.7 ft2)
- 翼面荷重：78.4 kg/m2 (16.1 lb/ft2)
- 空虚重量：2,450 kg (5,402 lb)
- 最大離陸重量：3,560 kg (7,870 lb)
- 馬力荷重：184 W/kg (0.112 hp/lb)
- エンジン：1 × BMW 132De 星型エンジン、656 kW (880 hp)
- 最大速度：310 km/h (168 kn, 193 mph) 高度3,000 m (9,840 ft)
- 巡航速度：255 km/h (137 kn, 158 mph)
- 巡航高度：7,300 m (24,000 ft)
- 航続距離：1,100 km (594 nmi, 683 mi)
- 上昇率：7.5 m/s (1,476 ft/min [1])

- 武装
  - 銃：1 × 7.92 mm (.312 in) MG 17 機関銃（前方固定）と1 × 可動 7.92 (.312 in) MG 15 機関銃（後部座席）
  - 爆弾：1 × 800 kg (1,764 lb) 魚雷、又は500 kg (1,102 lb) 爆弾を胴体下の懸架装置に